# Rad Mobile
Rad Mobile (ラッドモビール?, Raddo Mobīru) è un videogioco di corse automobilistiche sviluppato da SEGA-AM2 e pubblicato dalla SEGA. È uscito nel 1991 per sala giochi e nel 1994 per Sega Saturn col nome Gale Racer (ゲイルレーサー?, Geiru Rēsā).
È poi stato creato un remake chiamato Rad Rally uscito arcade nel 1992.

## Modalità di gioco
Rad Mobile dà al giocatore una prospettiva in prima persona dalla quale deve impegnarsi in una serie di corse automobilistiche non-stop attraverso gli Stati Uniti, evitando il traffico e le auto della polizia, stando sotto il limite del tempo imposto. L'unica vettura a disposizione è una Ferrari 330 P4 da corsa, mentre i "civili" controllati dal computer guidano autoveicoli o autocarri generici. Il giocatore, partendo dalla quindicesima posizione, deve correre lungo tutto il circuito contro quattordici altri avversari (tutti dotati di 330 P4 da corsa), che tenteranno di soffiargli la vittoria.
Durante alcune gare il giocatore ha la possibilità di attivare diversi comandi, che includono i fari per la guida notturna e i tergicristalli (durante i temporali). Se il giocatore non attiva questi controlli quando viene richiesto, si verificheranno effetti disastrosi per la visibilità e quindi per la guida, come l'impossibilità di vedere la strada da lontano o un parabrezza coperto dall'acqua battente.

## Gale Racer
Nel 1994 è stato creato un secondo remake, uscito in Giappone, noto come Gale Racer per il Sega Saturn, noto per essere il terzo videogioco pubblicato per Saturn.
È aggiornato da molti più elementi a differenza della controparte arcade, come un nuovo filmato di introduzione quando il giocatore inizia il gioco e una colonna sonora tutta nuova. È caratterizzato, oltre a ciò, da un sistema di salvataggio e dei portachiavi sembianti alcuni personaggi di Sonic, anticipando così la prima apparizione dell'omonimo personaggio prima di Sonic the Hedgehog.